# 拓跋小新成
拓跋 小新成（たくばつ しょうしんせい、生年不詳 - 467年）は、北魏の皇族。済陰宣王。

## 経歴
拓跋晃と尉椒房のあいだの子として生まれた。461年（和平2年）7月、済陰王に封じられた。征東大将軍の位を加えられ、平原に駐屯した。庫莫奚が北魏の北辺を侵すと、拓跋小新成が命を受けて庫莫奚を討った。拓跋小新成は強い酒を多く用意して、庫莫奚の軍が迫ると、陣営を放棄して退却した。庫莫奚が陣営を占拠すると、残された酒を飲んで、油断しきっていた。そこに拓跋小新成が軽騎を率いて、酔いつぶれた敵兵を攻撃すると大勝をおさめた。後に外都大官となった。467年（皇興元年）2月、死去した。大将軍の位を追贈された。諡は宣王といった。

## 子女
- 元鬱
- 元偃（字は仲琁、太中大夫）
- 元麗

## 伝記資料
- 『魏書』巻19上 列伝第7上
- 『北史』巻17 列伝第5